# Olga Zajtseva (atlete)
Olga Igorevna Zajtseva (Russisch:Ольга Игоревна Зайцева) (10 november 1984) is een Russische sprintster, die is gespecialiseerd in de 400 m. Sinds 2006 heeft ze het wereldrecord in handen op de 4 x 400 m estafette.

## Loopbaan
Op 4 februari 1994 liep Zajtseva in Moskou met de Russische estafetteploeg, die buiten haar bestond uit
Olga Koeznetsova, Jelena Afanasjeva en Jekaterina Podkopajeva, op de 4 x 800 m estafette een nieuw wereld-indoorrecord van 8.18,71. Deze tijd werd pas in 2007 verbeterd.
In 2005 won Zajtseva op de 400 m tijdens het EK onder 23 jaar in het Duitse Erfurt een gouden medaille. Met een tijd van 50,72 s versloeg ze de Britse Christine Ohuruogu (zilver; 50,73) en haar landgenote Jelena Migoenova (brons; 51,59).
Op 28 januari 2006 verbeterde Olga Zajtseva met haar teamgenotes Joelia Goesjtsjina, Olga Kotljarova en Olesja Forsheva in Glasgow het wereldrecord op de 4 x 400 m estafette naar 3.23,37. Dit record is sindsdien niet meer verbroken (peildatum februari 2011). Ook heeft ze met een tijd van 1.23,44 het officieuze wereldrecord op de 600 m in handen. Later dat jaar won ze op de Europese kampioenschappen een gouden medaille met haar teamgenotes Svetlana Pospelova, Natalia Ivanova en Tatjana Vesjkoerova. Individueel behaalde ze op de 400 m een bronzen medaille.

## Titels
- Europees kampioene 4 x 400 m estafette - 2006
- Russisch kampioene 200 m - 2006
- Europees kampioene U23 400 m - 2005

## Palmares

### 200 m
- 2006:  Europacup - 22,73 s

### 400 m
- 2005:  EK U23 - 50,72 s
- 2006:  EK - 50,28

### 4 x 400 m estafette
- 2006:  EK - 3.25,12